# Alica Székelyová
Alica Székelyová est une ancienne joueuse slovaque de volley-ball née le 5 janvier 1981 à Prešov. Elle mesure 1,84 m et jouait au poste de passeuse. Elle a totalisé 121 sélections en équipe de Slovaquie.

## Clubs
| Club                  | De        | À         |
| --------------------- | --------- | --------- |
| Slavia Bratislava     | 1997-1998 | 2002-2003 |
| Volley 2002 Forlì     | 2003-2004 | 2003-2004 |
| Airone Tortolì        | 2004-2005 | 2004-2005 |
| Santeramo Sport       | 2005-2006 | 2005-2006 |
| Universidad de Burgos | 2006-2007 | 2006-2007 |
| VK Stinol Lipetsk     | 2007-2008 | 2007-2008 |
| CS Dinamo Bucureşti   | 2008-2009 | 2009-2010 |
| Avtodor-Metar         | 2010-2011 | 2010-2011 |
| TED Ankara Kolejliler | 2011-2012 | 2011-2012 |
| İller Bankası Ankara  | 2012-2013 | 2012-2013 |
| Sarıyer Belediyesi    | sept 2014 | nov 2014  |
| Rota Koleji İzmir     | 2014-2015 | 2014-2015 |
| VK Prešov             | 2016-2017 | 2016-2017 |
| VBC Cheseaux          | 2017-2018 | 2017-2018 |

## Palmarès
- Championnat de Slovaquie
  - Vainqueur : 1998, 1999, 2000, 2001, 2002, 2003.
- Coupe de Slovaquie
  - Vainqueur : 2003.
- Coupe de Roumanie
  - Vainqueur : 2010.
  - Finaliste : 2009.